# Fonds de développement des Nations unies pour la femme
Le Fonds de développement des Nations unies pour la femme (UNIFEM) est une agence spécialisée de l'Organisation des Nations unies (ONU). Créée en 1976, elle est associée au Programme des Nations unies pour le développement (PNUD). Son rôle est de promouvoir la participation des femmes à la vie économique et politique des pays en voie de développement et d'améliorer la condition des femmes à travers le monde. En janvier 2011, ce fonds fusionne avec d'autres entités au sein d'ONU Femmes.
Son siège est à New York, aux États-Unis.

## Histoire
À la suite de la conférence des Nations unies sur les femmes de Mexico de 1975, il est créé en 1976 le Fonds de contributions volontaires pour la décennie des Nations unies pour la femme par une résolution de l'Assemblée générale des Nations unies, notamment grâce à Helvi Sipilä.
Le 14 décembre 1984, l'Assemblée générale des Nations unies le rend permanent et l'associe au PNUD.

## Rôle
Son objectif figure dans sa devise « Working for Women's Empowerment and Gender Equality », ou en français « Travailler à l'émancipation des femmes et l'égalité entre les sexes ». Il est décliné en quatre points :
- réduire la pauvreté et l'exclusion des femmes ;
- éliminer la violence contre les femmes ;
- arrêter la propagation du VIH/sida dans la population féminine ;
- élargir l'accès des femmes aux postes de responsabilité au sein des gouvernements et dans la reconstruction après un conflit.

## Composition
Le 4 juin 2008, l'Espagnole Inés Alberdi est nommée directrice exécutive de l'organisation, remplaçant ainsi Noeleen Heyzer. L'organisation se fond en 2010, à l'occasion d'une réforme de l'ONU, dans l'ONU Femmes.

### Directrices
- 1978-1989 : Margaret C. Snyder
- 1989-1994 : Sharon Capeling-Alakija
- 1994-2007 : Noeleen Heyzer
- 2007-2014 : Inés Alberdi

### Autres personnalités
- Lily Boeykens